# Detritus (Bodenkunde)
Detritus (lat. detritus „Abrieb“) bezeichnet in der Bodenkunde und der Ökologie die noch nicht humifizierte tote organische Substanz, insbesondere die pflanzliche Streu im Boden und auf der Bodenoberfläche. Organismen, die sich vom Detritus ernähren, sind die Detritivoren.
In der Ökologie wird der Begriff oft in einem breiteren Sinn als in der Bodenkunde verwendet: „Detritus im weiteren Sinn kann definiert werden als jede Form von nicht-lebender organischer Materie, unter Einschluss von verschiedenen Pflanzen-Geweben, zum Beispiel Falllaub, Totholz, aquatischer Makrophyten und Algen, von tierischen Geweben (Aas), toten Mikroorganismen, Fäzes, von Exkreten und Exsudaten, Pollen, Nektar, Wurzelausscheidungen oder Auslaugungen und andere gelöste organische Substanz, Schleimstoffen und extrazellulärer Matrix.“
In den meisten terrestrischen und vielen aquatischen Ökosystemen wird der größte Teil der pflanzlichen Biomasse nicht von Pflanzenfressern konsumiert. So fallen in Waldökosystemen oft weit mehr als 90 Prozent der Biomasse als Totholz und im Herbst abgeworfene Blätter (Falllaub) an. Vom Zeitpunkt des Absterbens an wird die organische Substanz von spezialisierten Organismen verwertet und dabei in ihrer Struktur und Zusammensetzung verändert. Dabei bildet sich eine Sukzession aus: zunächst werden Zucker und niederkettige Kohlenhydrate durch Bakterien, Hefen und "Schimmel"pilze, etwa der Gattungen Mucor, Penicillium und Rhizopus, abgebaut, oft noch bevor die Blätter den Boden erreichen. Hoch polymere Verbindungen wie Lignin und Zellulose sind allerdings nur schwer abbaubar, aus ihnen aufgebaute organische Substanz bleibt daher mehr oder weniger lange erhalten. Auch nach der Konsumtion durch Detritivore gebildeter Kot enthält noch viele dieser Substanzen und wird dann auch zum Detritus gerechnet.